# Oswaldo Hatiro Ogawa
Oswaldo Hatiro Ogawa (5 de abril de 1957) es un deportista brasileño que compitió en judo. Ganó dos medallas en el Campeonato Panamericano de Judo de 1976 en las categorías de +95 kg y abierta.

## Palmarés internacional
| Campeonato Panamericano | Campeonato Panamericano | Campeonato Panamericano | Campeonato Panamericano |
| Año                     | Lugar                   | Medalla                 | Categoría               |
| ----------------------- | ----------------------- | ----------------------- | ----------------------- |
| 1976                    | Maracaibo (Venezuela)   | Medalla de oro          | +95 kg                  |
| 1976                    | Maracaibo (Venezuela)   | Medalla de bronce       | Abierta                 |